# Dobřany
Dobřany (německy Dobrsan, v letech 1939–1945 Wiesengrund) jsou druhé nejlidnatější město okresu Plzeň-jih v Plzeňském kraji, dvanáct kilometrů jihozápadně od Plzně na řece Radbuze. Žije zde přibližně 6 400 obyvatel.
Městem vede železniční trať z Plzně do Železné Rudy, na které je zde zřízena železniční stanice Dobřany a severně od města v katastrálním území. Šlovice u Plzně ještě zastávka Dobřany zastávka. Nachází se zde také psychiatrická léčebna.

## Historie
První písemná zmínka o Dobřanech pochází z roku 1243, kdy patřily Závišovi z Dobřan. V roce 1259 bylo zmíněno budování kláštera ženského církevního řádu Magdalenitek a ve stejném roce byly Dobřany nepřímo zmíněny jako městečko. Roku 1260 je doložen městský rychtář. Tržní význam města dokládá zvláštní dobřanská obilní míra. Město v letech 1272–1282 získal chotěšovský klášter a držel jej do roku 1782, kdy byl klášter Josefem II. zrušen.
Dobřany leží v údolní nivě Radbuzy. Vznikly v místech staršího osídlení, ale v uspořádání centra je patrné pravoúhlé členění s obdélným náměstím. Město nejspíše nebylo opevněno, byť v době před husitskými válkami není existence určitého ohrazení vyloučena. Od jihovýchodu se do města vjíždělo Vysokou bránou, zbořenou roku 1839. Měla podobu třípatrové hranolové věže s průjezdem v přízemí. Další brány patrně stávaly na severu a severozápadě.
V roce 1799 a 1814 městem táhlo ruské vojsko vedené generálem Suvorovem (Napoleonské války). V letech 1822–1945 zde hospodařili němečtí šlechticové Thurn-Taxisové, kteří byli po druhé světové válce popraveni[zdroj?]. Velký význam mělo přivedení železnice do města v roce 1876, kdy byl uveden do provozu úsek z Plzně do Nýrska. Od roku 1880 je v Dobřanech psychiatrická léčebna se současnou kapacitou 1 225 pacientů. V letech 1938–1945 patřila obec k říšské provincii Sudety. Při náletu britského letectva v noci 17. dubna 1943 na plzeňskou Škodovku došlo k záměně s léčebnou, město bylo omylem bombardováno a značně poškozeno. Po válce bylo původní německé obyvatelstvo vysídleno.

## Části města
- Dobřany
- Šlovice
- Vodní Újezd

## Pamětihodnosti

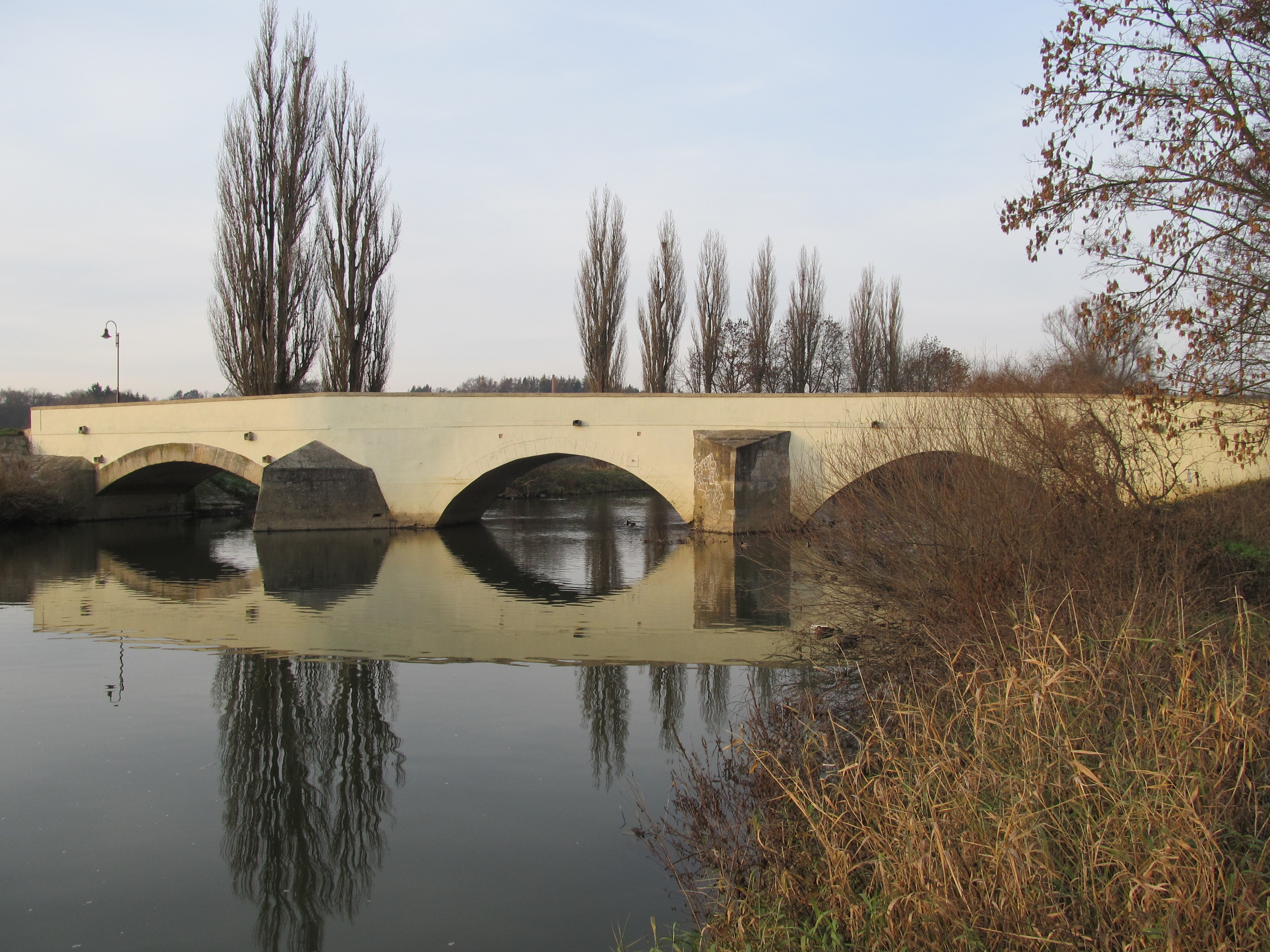
Kamenný most přes Radbuzu

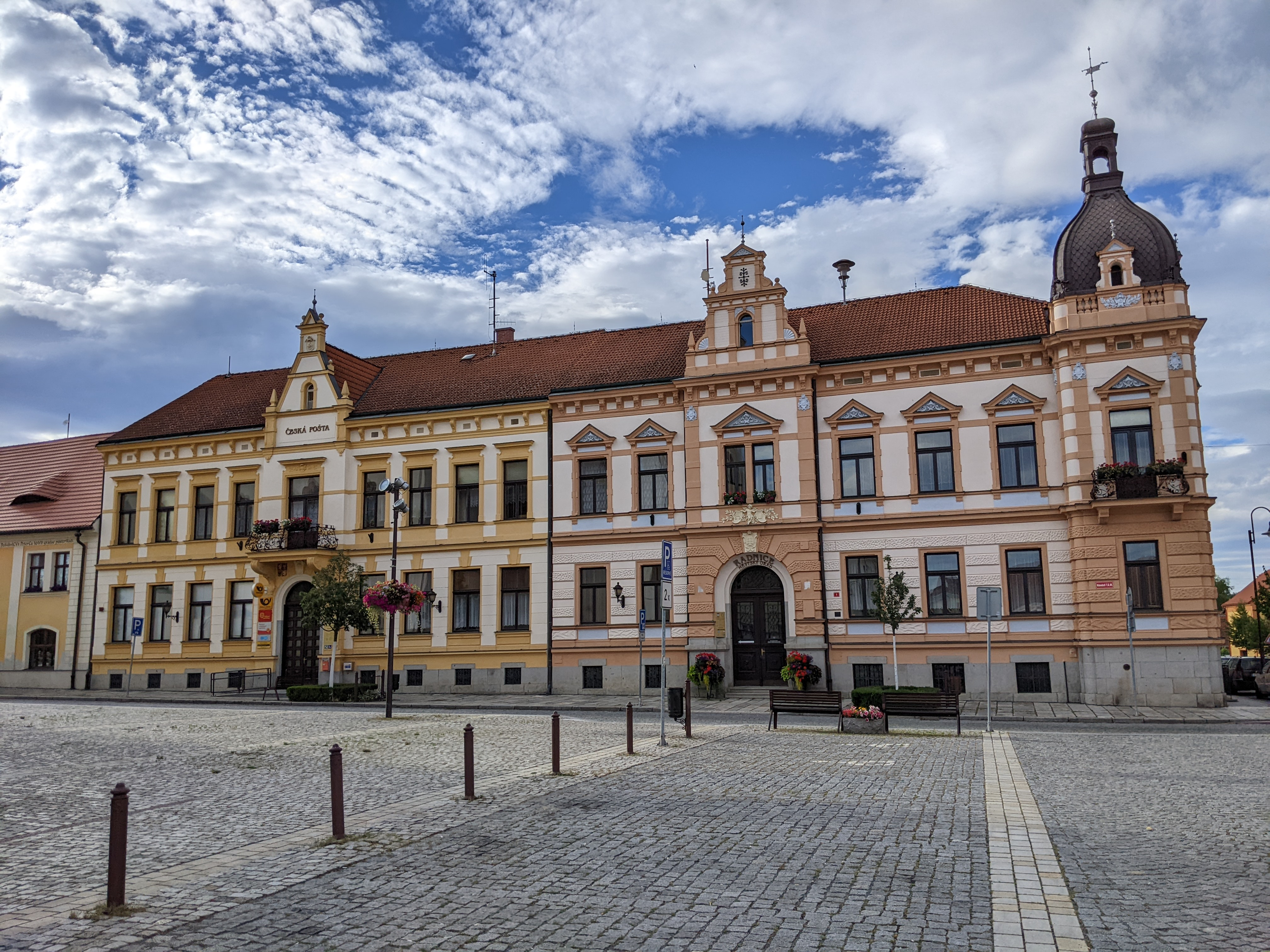
Radnice

- Kostel svatého Mikuláše, původně gotický kostel ze 14. století na místě staršího kostela, připomínaného roku 1259. Byl vážně poškozen za husitských válek a vyhořel i roku 1620. Pozdně barokní přestavba proběhla v letech 1757–1758. Hřbitov kolem kostela byl koncem 18. století zrušen. Kostelní věž stojí samostatně a byla postavena v letech 1694–1700 s výškou 22 metrů. V letech 1865–1866 byla zvýšena na 45 metrů. Za druhé světové války byla 17. dubna 1943 věž i s kostelem poškozena při náletu a zničeno bylo všech pět zvonů. O rok později byla provizorně zastřešena jehlanovou helmicí a v roce 2000 byla zhotovena pseudobarokní cibulová báň. Věžní hodiny pochází z roku 1870 a v současnosti jsou zde tři zvony.
- Kostel svatého Víta byl postaven v letech 1727–1734 z materiálu původního kostela, který stále na stejném místě. Stavbu navrhl plzeňský architekt Jakub Auguston. Dvouoltář svatého Víta a svatého Jana Nepomuckého zhotovil v letech 1728–1731 lužickosrbský řezbář Matěj Václav Jäckel. Kostel je v majetku města.[6] Slouží jako městská galerie a je zde stálá expozice Dobřanské baroko a každoroční výstava obrazů malíře Oty Janečka.[7] V kostele se pořádají koncerty vážné hudby.
- Most přes Radbuzu na místě středověkého brodu přes Radbuzu je poprvé písemně zaznamenán v polovině 16. století. Jeho skutečné stáří však není známé. V 18. století byl barokně upraven. Má nestejnou šířku a mírně zalomenou osu. Na mostě je vyznačen letopočet 1879, kdy byl rekonstruován. Je dlouhý 50 metrů, široký 4,2 a vysoký 4,8 metru. Slouží pěší a cyklistické dopravě. Podle legendy přes něj projížděl Jan Žižka a Prokop Holý. V roce 1998 sem byla umístěna nová socha svatého Jana Nepomuckého.
- Radnice
- Kaple Panny Marie Pomocné z roku 1773. V roce 2015 ji koupilo a zrekonstruovalo město.[8]
- Děkanství
- Pět měšťanských domů na Masarykově náměstí (č. 5, 112, 147, 148, 157)
- Ústavní kostel v psychiatrické léčebně
- Kaple Čtrnácti svatých pomocníků v nouzi postavená na místě dřívější kaple v roce 2010
- Šlovický vrch, přírodní památka severovýchodně od města vyhlášená v roce 2018 s výskytem listonoha letního, žábronožky letní a kuňky žlutobřiché na místě bývalého tankodromu s plochou asi 30 ha[9]
- Naučná stezka Lesopark Martinská stěna
- Zaniklý dobřanský větrný mlýn v lokalitě Kamínek

## Osobnosti
- Josef Ackermann (1803–1875), děkan litoměřické kapituly
- Jan Josef Ignác Brentner (1689–1742), hudební skladatel
- Vladimír Denkstein (1906–1993), historik umění
- Ota Koval (1931–1991), režisér dětských filmů
- Josef Langl (1843–1916), rakouský malíř a spisovatel
- Vladimír Maděra (1905–1997), chemik, rektor Vysoké školy chemicko-technologická v Praze
- Jaroslav Mašek (1891–1926), malíř
- František Noha (1894–1918), voják rakousko-uherské armády, jeden z vůdců Rumburské vzpoury
- Norbert Ormai (1813–1849), maďarský revolucionář
- Martin Stelzer (1815–1894), stavitel
- Joseph Maria Wolfram (1789–1839), hudební skladatel a politik

V dobřanské psychiatrické léčebně působili psychoanalytik a básník Zbyněk Havlíček, německý psychiatr a neurolog Arnold Pick a básník a výtvarník Karel Šebek.

## Partnerská města
- Brežice, Slovinsko
- Dobřany, Česko
- Obertraubling, Německo